# Hypernephia everesti
Hypernephia everesti är en insektsart som beskrevs av Boris Petrovich Uvarov 1922. Hypernephia everesti ingår i släktet Hypernephia och familjen gräshoppor. Inga underarter finns listade i Catalogue of Life.